# Географія Гренади
Гренада — північноамериканська країна, що знаходиться в групі Малих Антильських островів Карибського регіону . Загальна площа країни 344 км² (207-ме місце у світі), з яких на суходіл припадає 344 км², а на поверхню внутрішніх вод — 0 км². Площа країни у 3 рази більша за площу території Дарницького району міста Києва. 

## Назва
Офіційна назва — Гренада (англ. Grenada). Назва країни походить від однойменної назви острова. Назву острову на честь південноіспанського міста Гранада дав Христофор Колумб, коли відкрив його 1498 року. Назва іспанського міста, у свою чергу, походить від терміна «гарната» (араб. غرناطة), назви місцевих єврейських та арабських мешканців. Можливо від гранатового плоду, що пояснюється або великою кількістю дерев граната, або кольором будівель, близьким до кольору плодів, або ж спотворенням берберського топоніму Керната (Kernata) — місто чужинців.

## Географічне положення
Гренада — північноамериканська острівна країна, що не має сухопутного державного кордону. Острів лежить в групі Навітряних островів Малих Антильських островів. Гренада на заході омивається водами Карибського моря, на сході — водами Атлантичного океану. Загальна довжина морського узбережжя 121 км.

Морські кордони країн Карибського регіону

Згідно з Конвенцією Організації Об'єднаних Націй з морського права (UNCLOS) 1982 року, протяжність територіальних вод країни встановлено в 12 морських миль (22,2 км). Виключна економічна зона встановлена на відстань 200 морських миль (370,4 км) від узбережжя.

### Час
Час у Гренаді: UTC-4 (-6 годин різниці часу з Києвом).

## Геологія

### Корисні копалини
Надра Гренади не багаті на корисні копалини, розвідані запаси і поклади відсутні.

## Рельєф
Середні висоти — дані відсутні; найнижча точка — рівень вод Карибського моря (0 м); найвища точка — гора Сент-Кетрін (840 м).

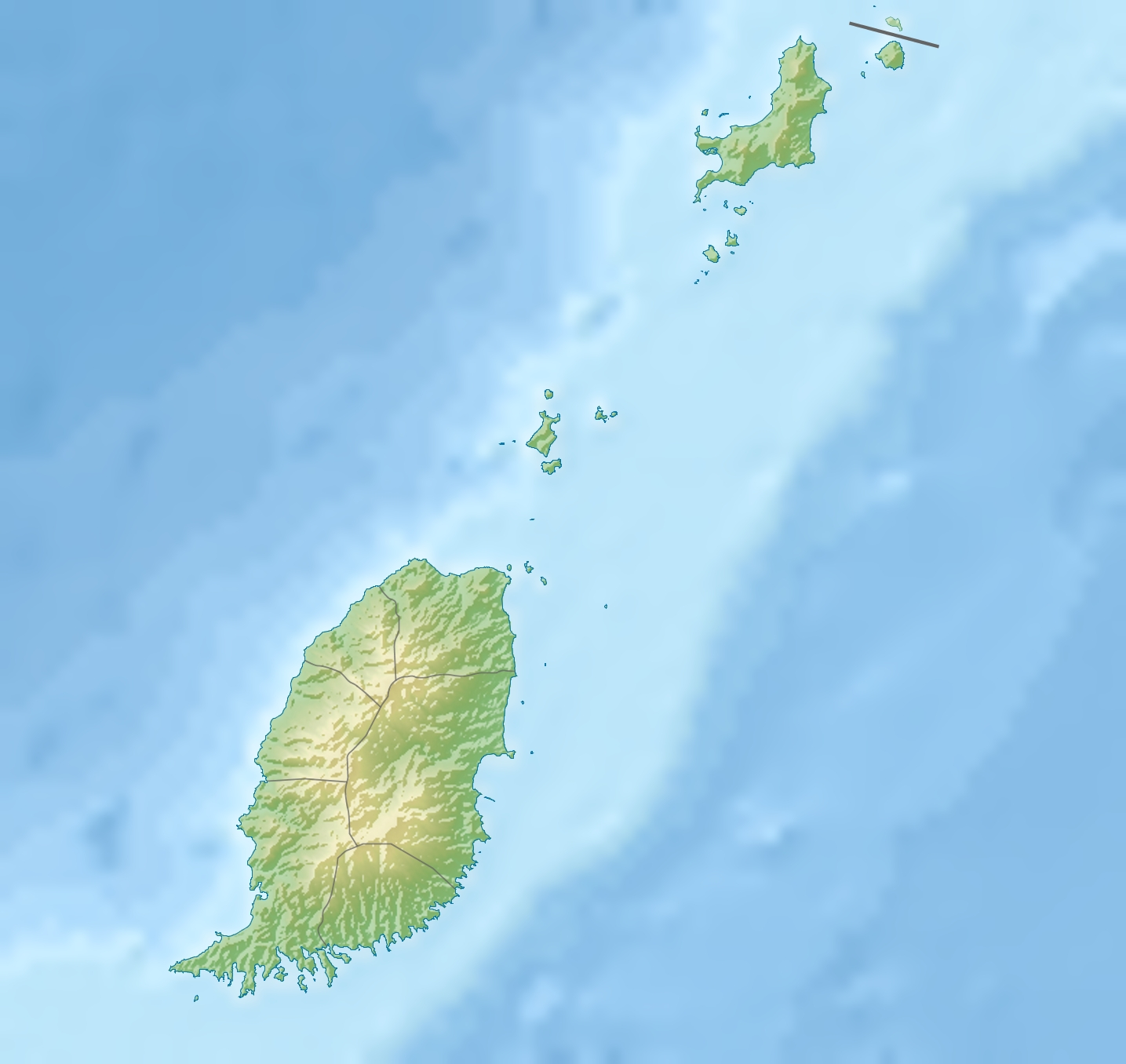
Рельєф Гренади
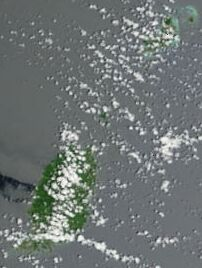
Супутниковий знімок поверхні країни
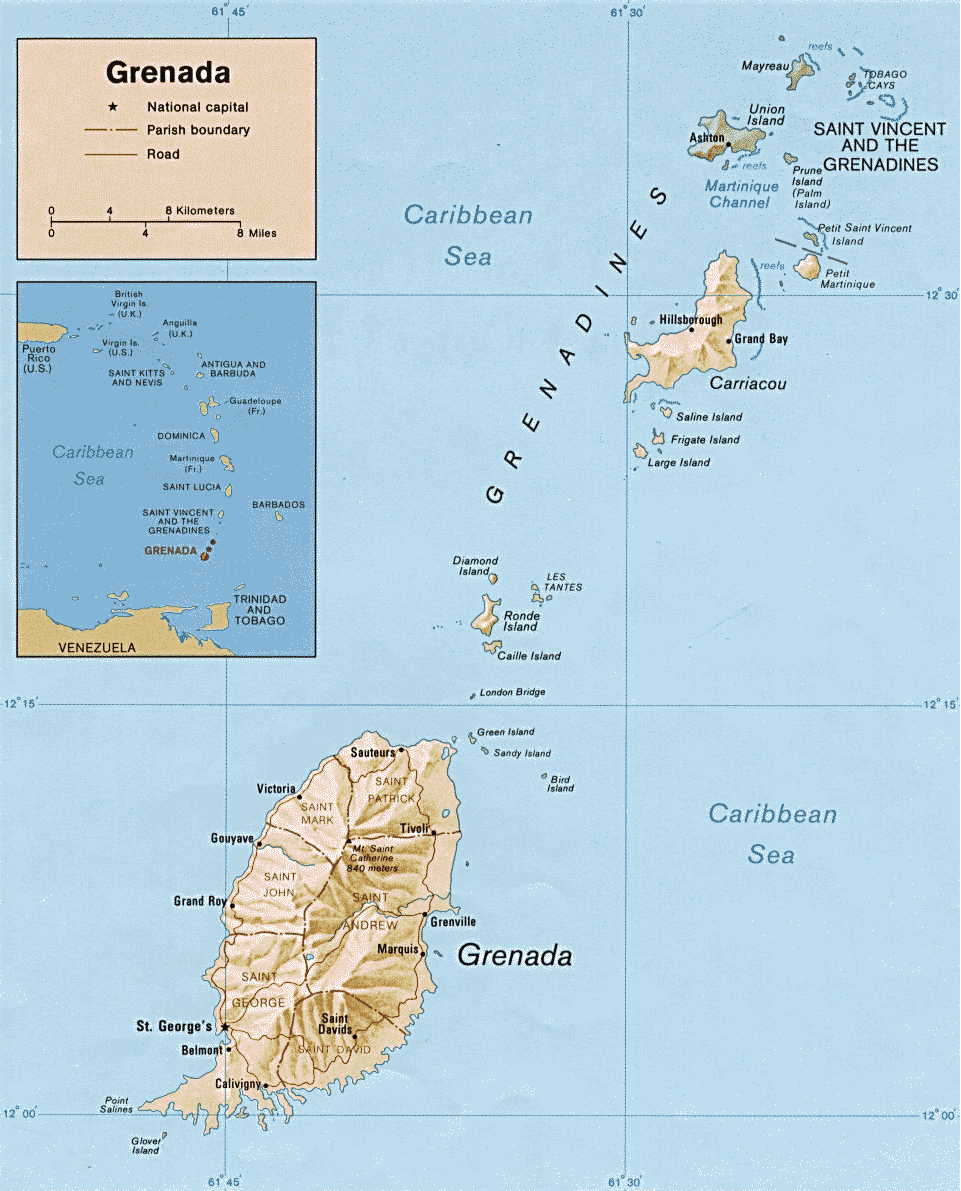
Карта країни (англ.)

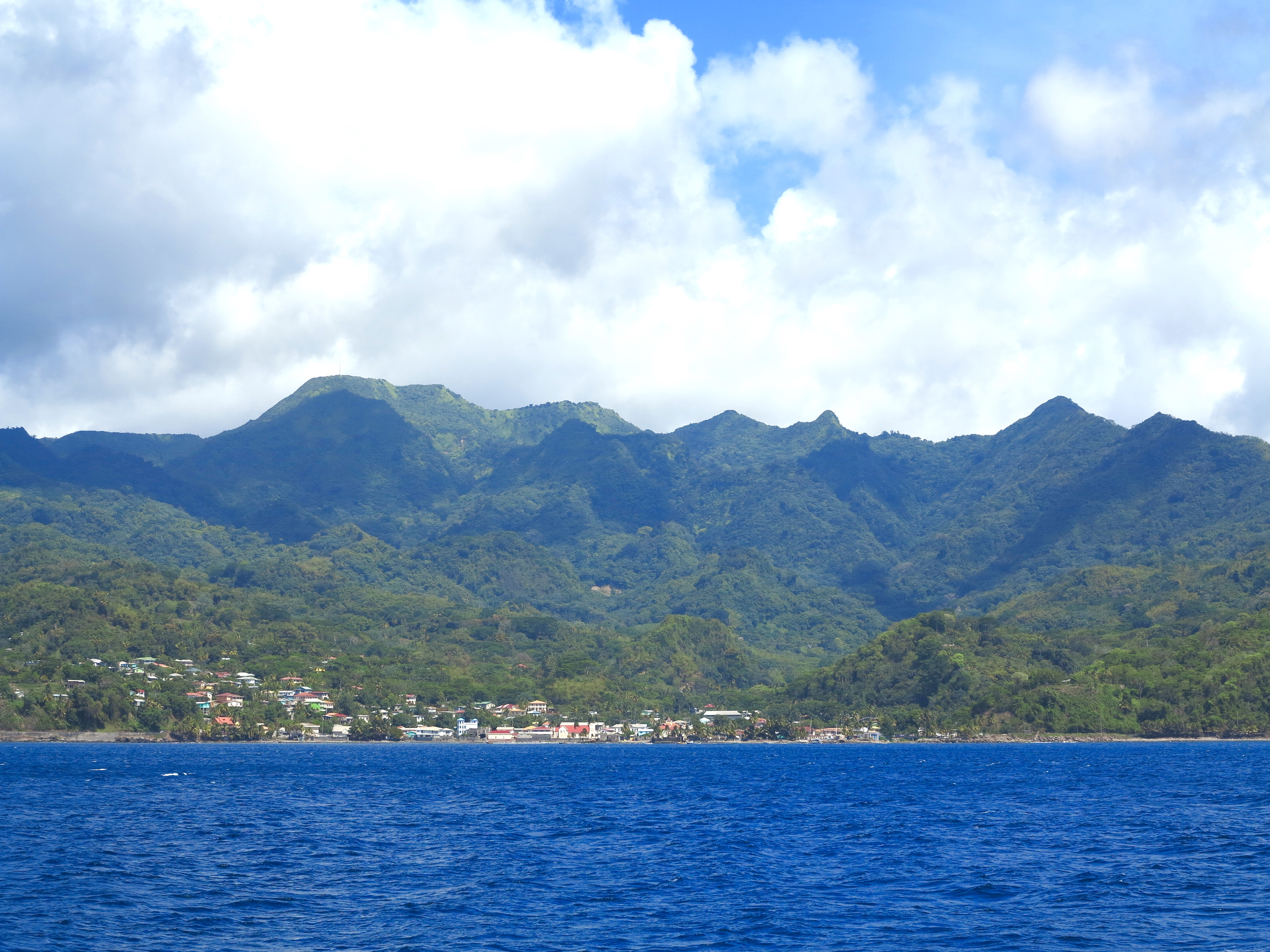
Гора Сент-Кетрін
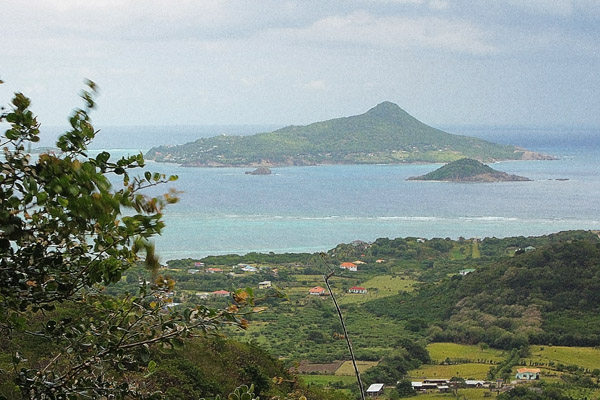
Малий Мартинік
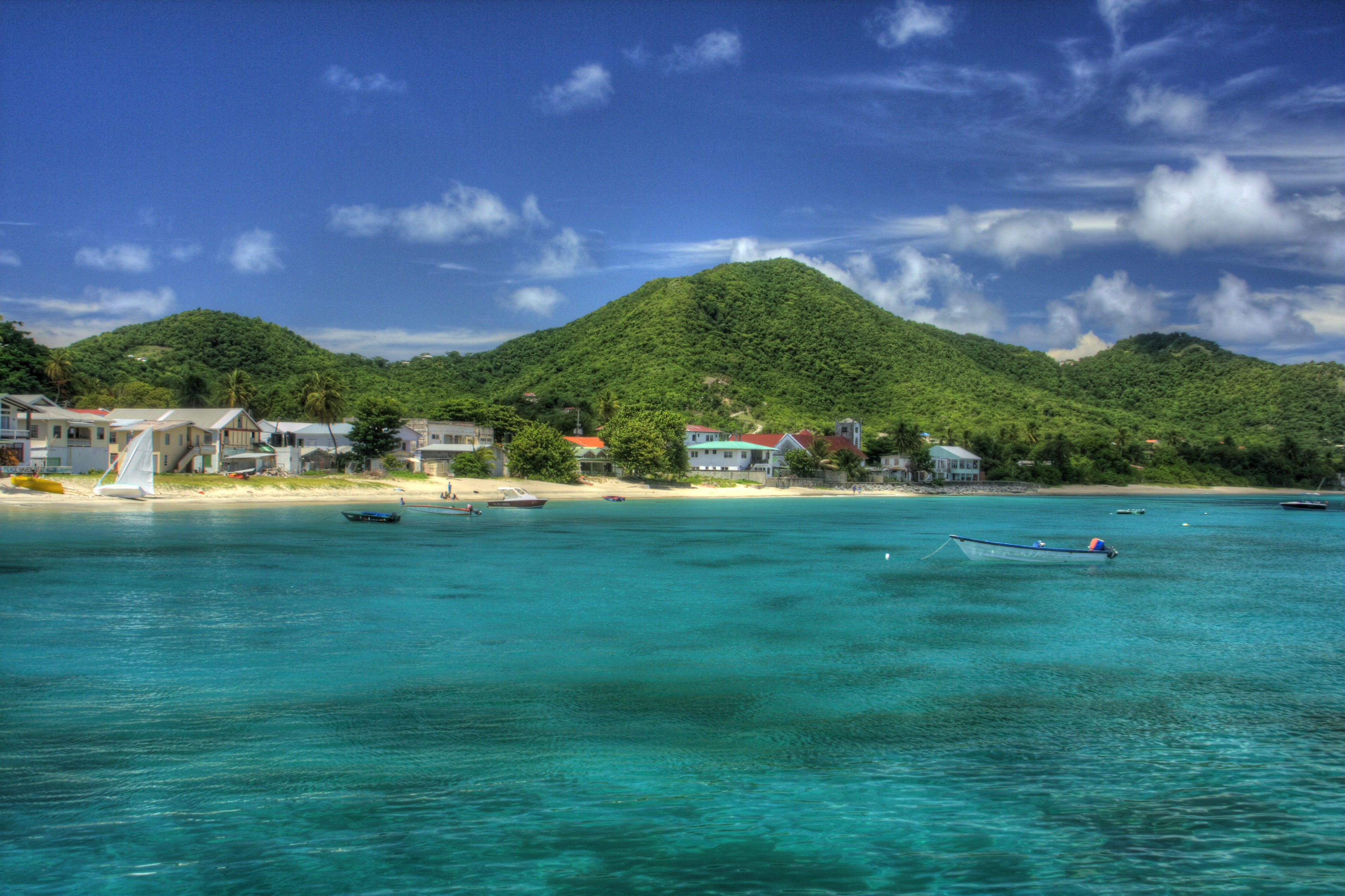
Рельєф Карріаку

### Узбережжя

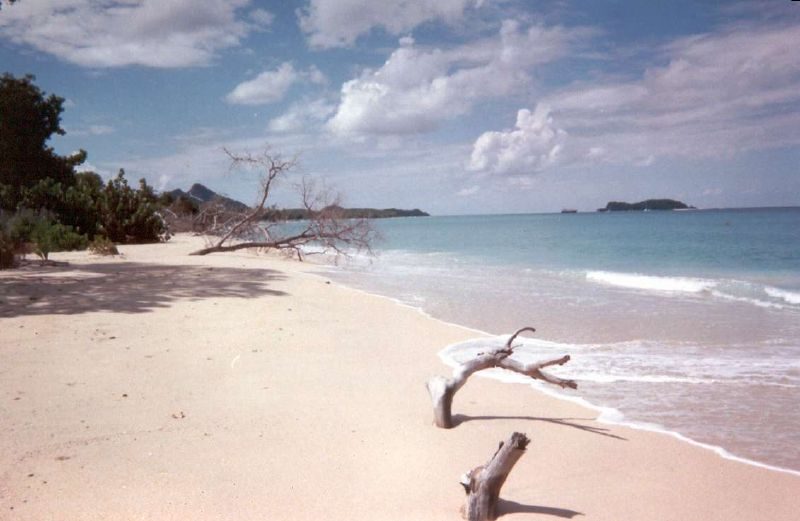
Пляж Карріаку
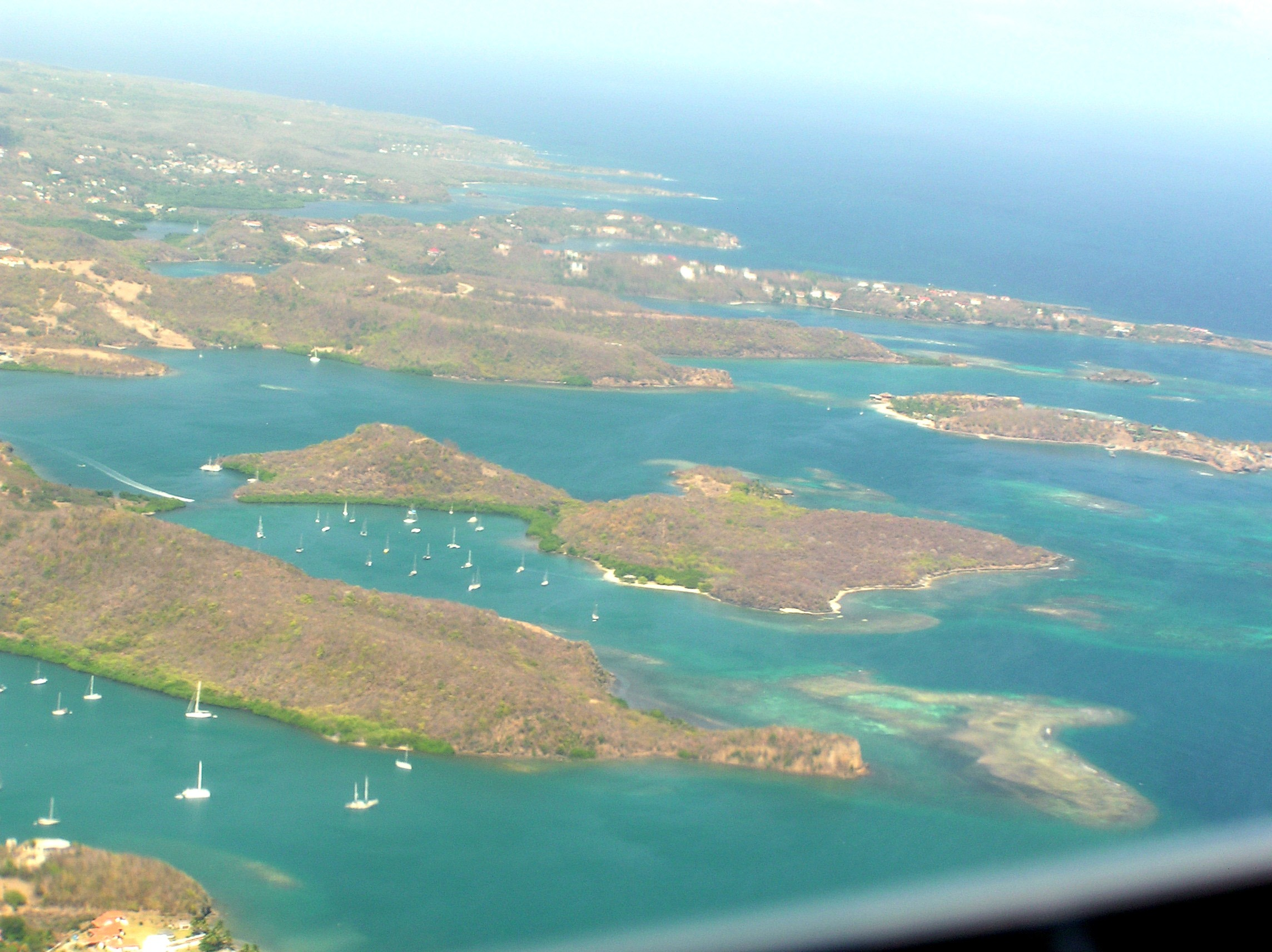
Південне узбережжя
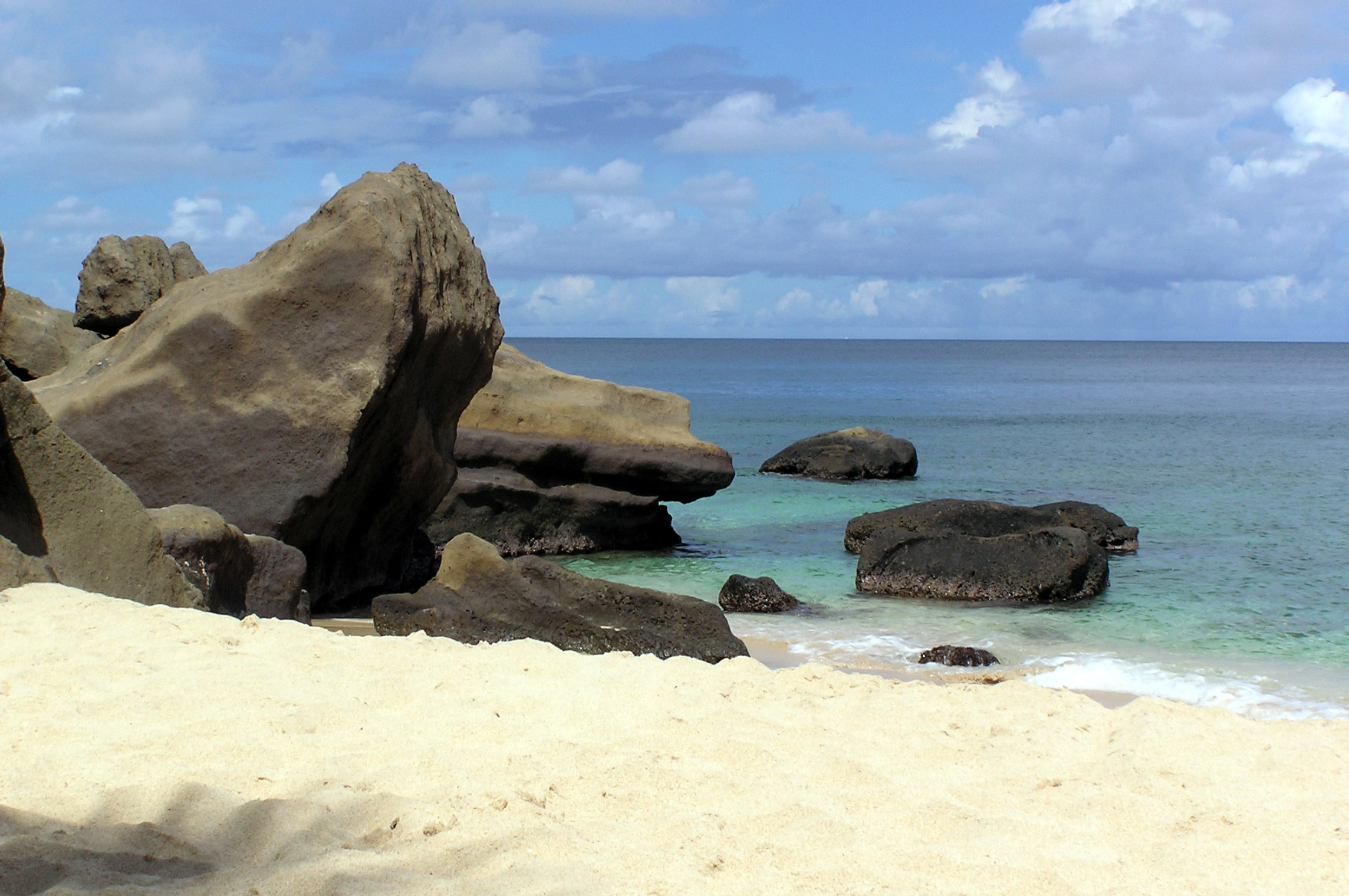
border
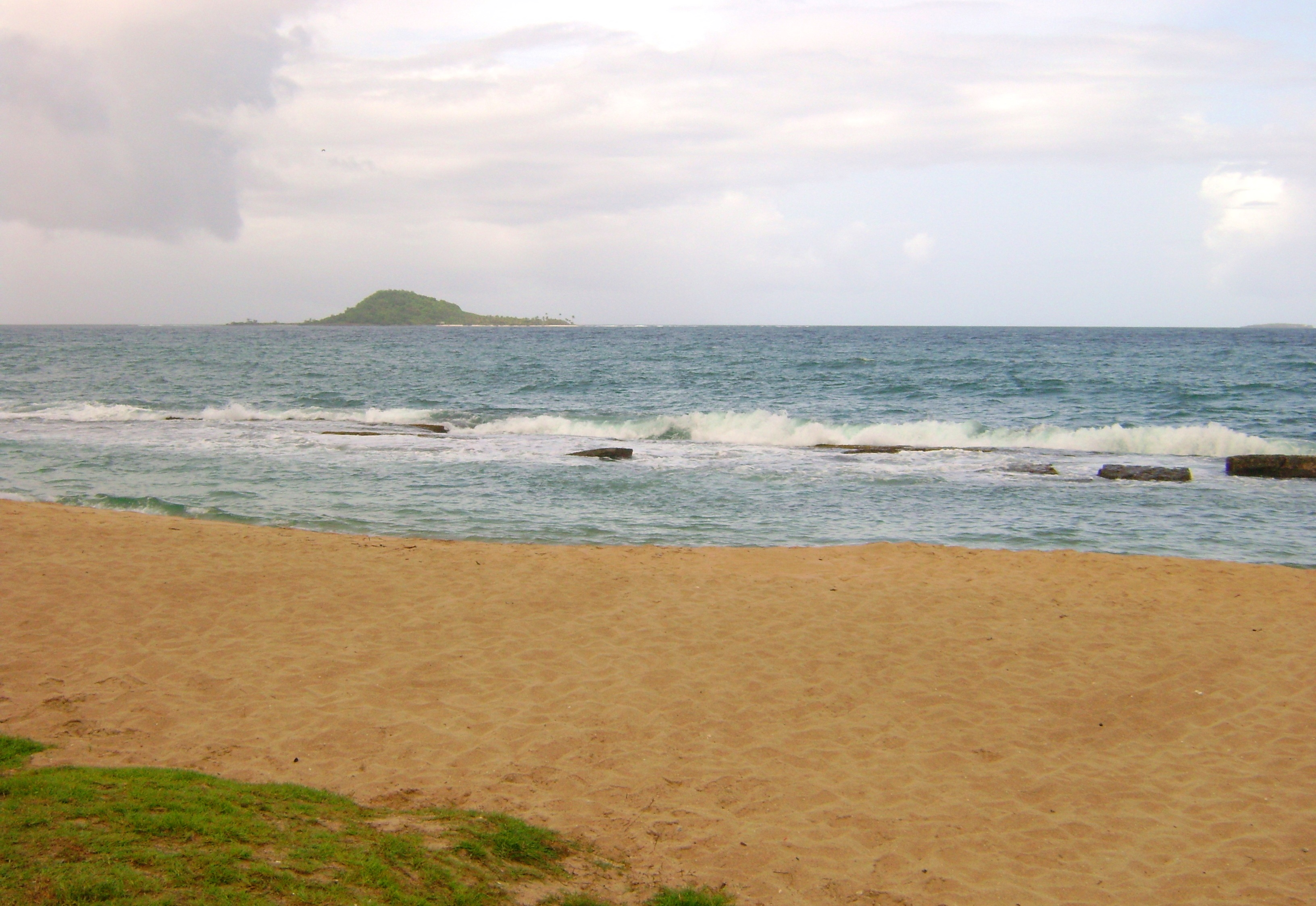
border

## Клімат
Територія Гренади лежить у тропічному кліматичному поясі. Увесь рік панують тропічні повітряні маси. Сезонний хід температури повітря чітко відстежується. Переважають східні пасатні вітри, достатнє зволоження (на підвітряних схилах відчувається значний дефіцит вологи). У теплий сезон з морів та океанів часто надходять тропічні циклони.

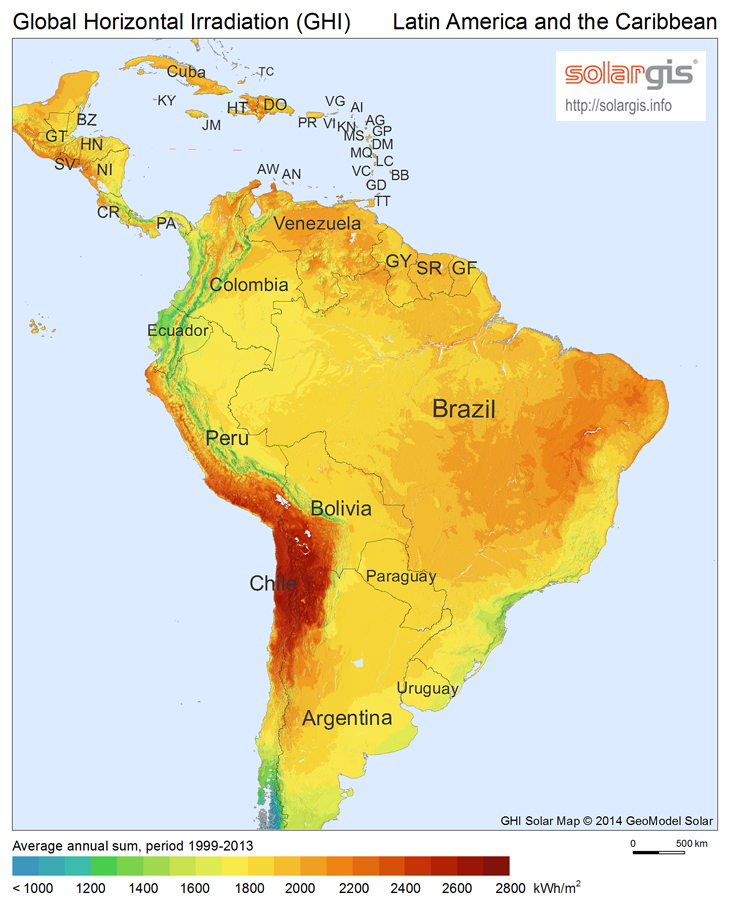
Сонячна радіація (англ.)
Кліматична карта Антильських островів за Кеппеном
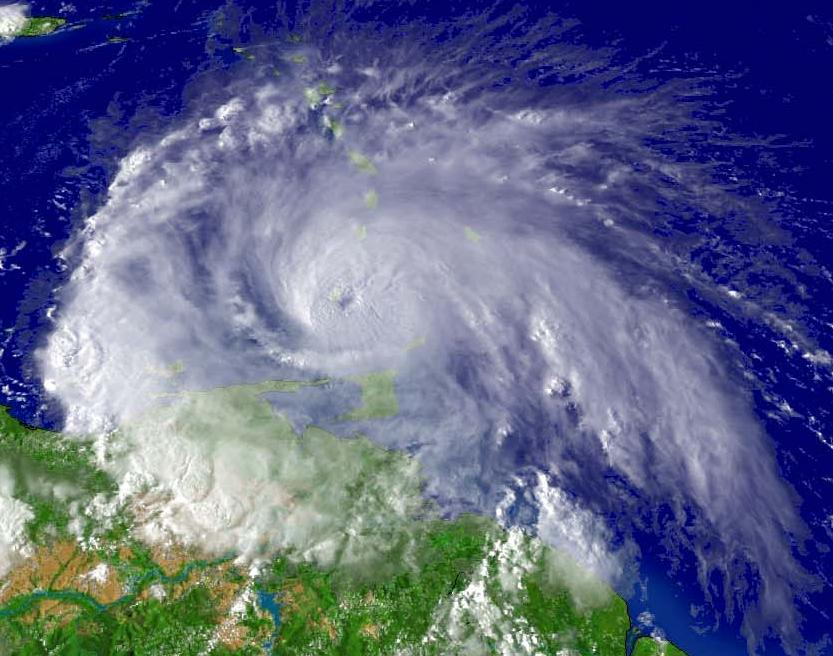
Ураган Іван над Гренадою
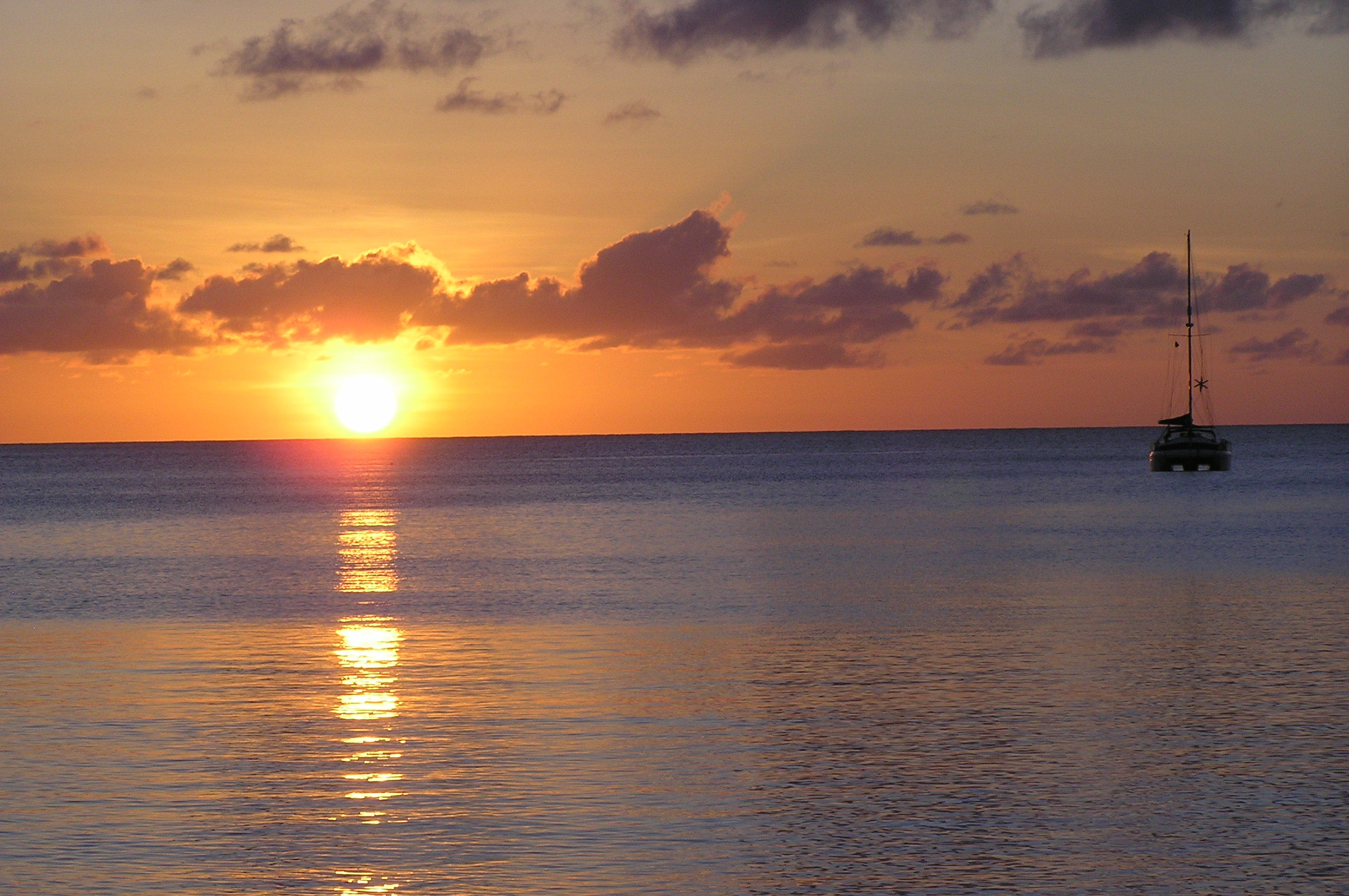
Захід сонця на Гренаді

Гренада не є членом Всесвітньої метеорологічної організації (WMO).

## Внутрішні води
Дані про запаси відновлюваних водних ресурсів (ґрунтові і поверхневі прісні води) відсутні. Станом на 2012 рік в країні налічувалось 20 км² зрошуваних земель.

Гідрографічна мережа ГренадиГідрографічна мережа Гренади
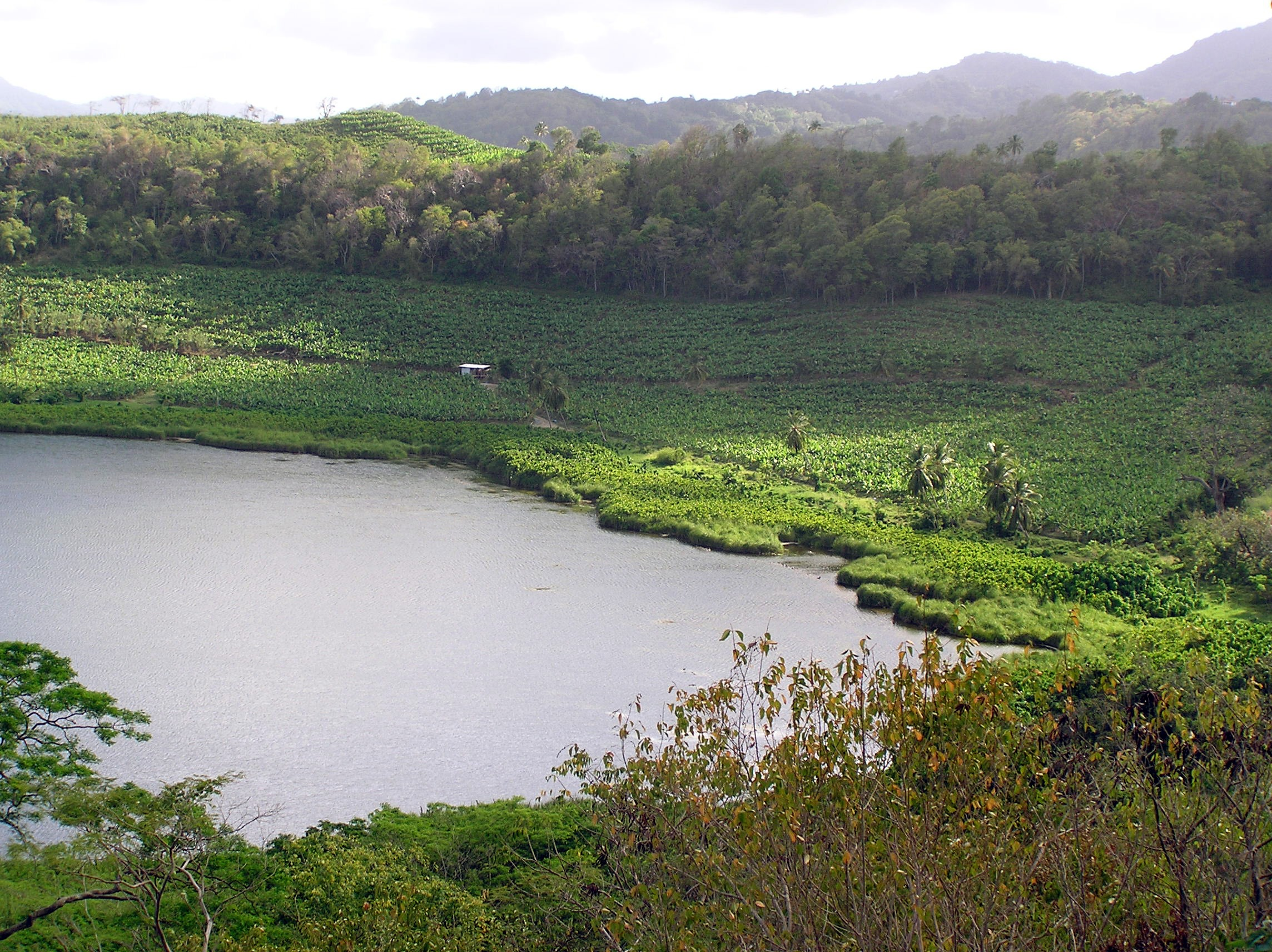
Озеро Антоїн
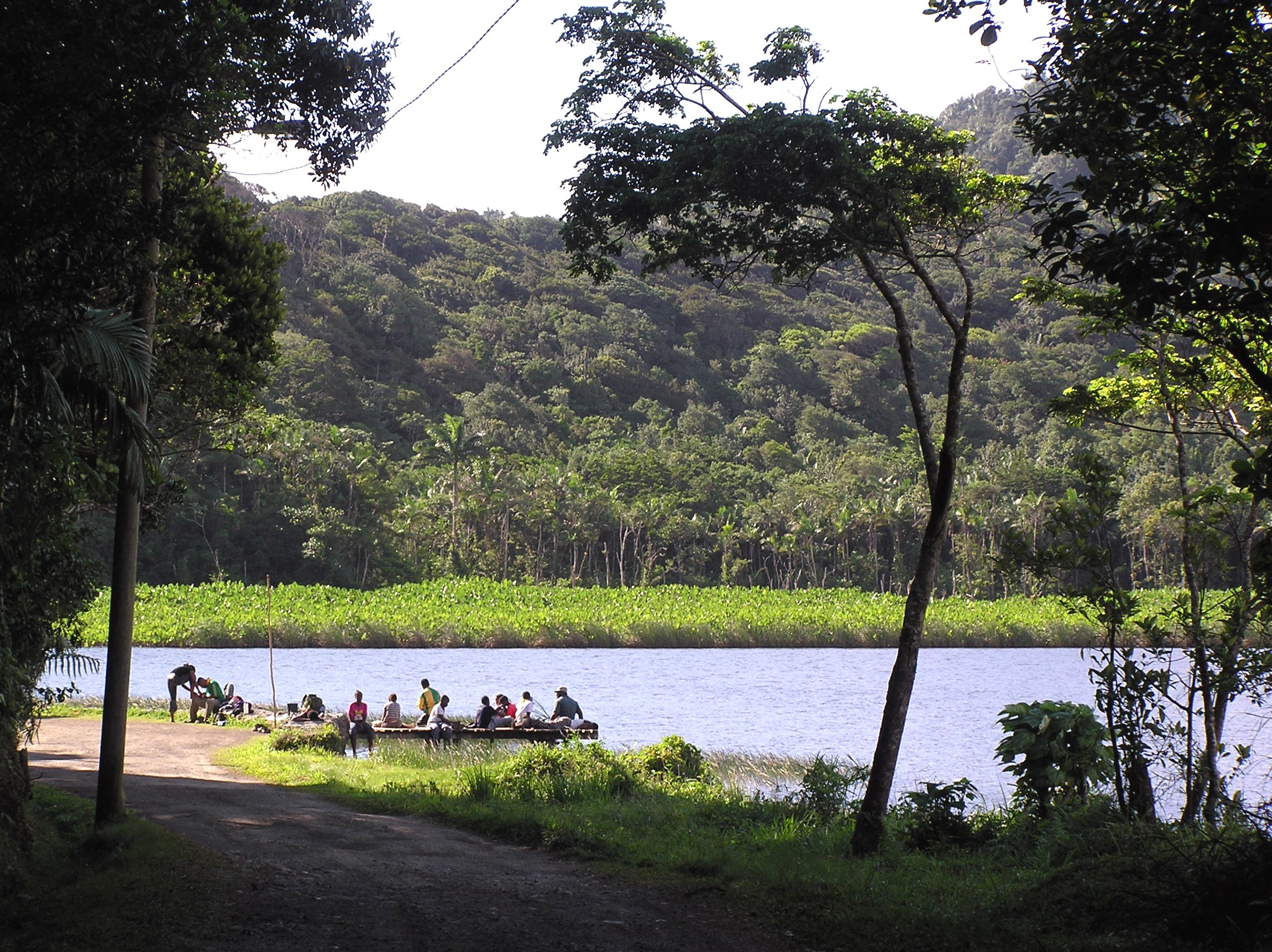
Озеро Гранд-Етанг

### Річки
Річки країни належать басейну Атлантичного океану.

## Рослинність

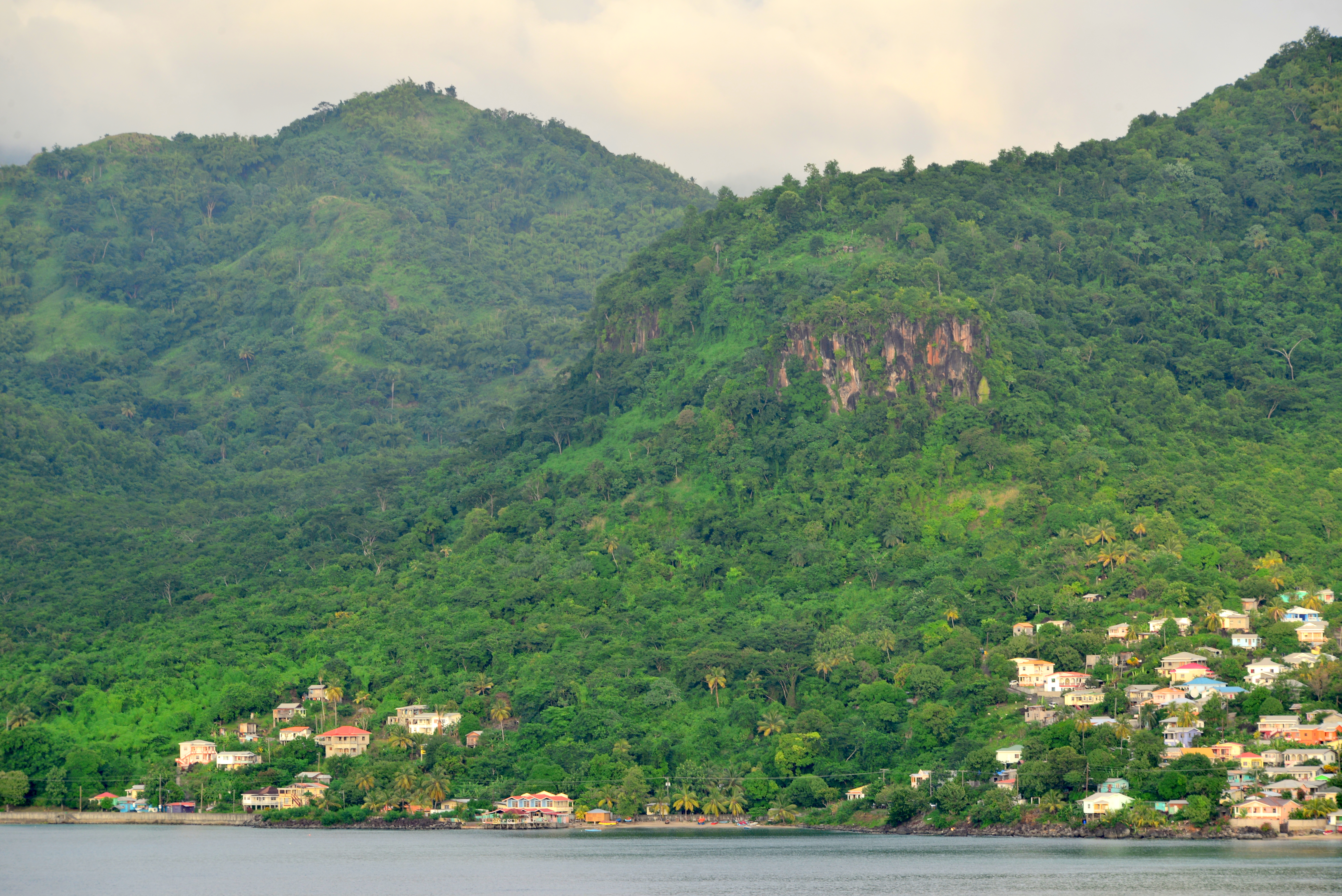
Ліси Гренади
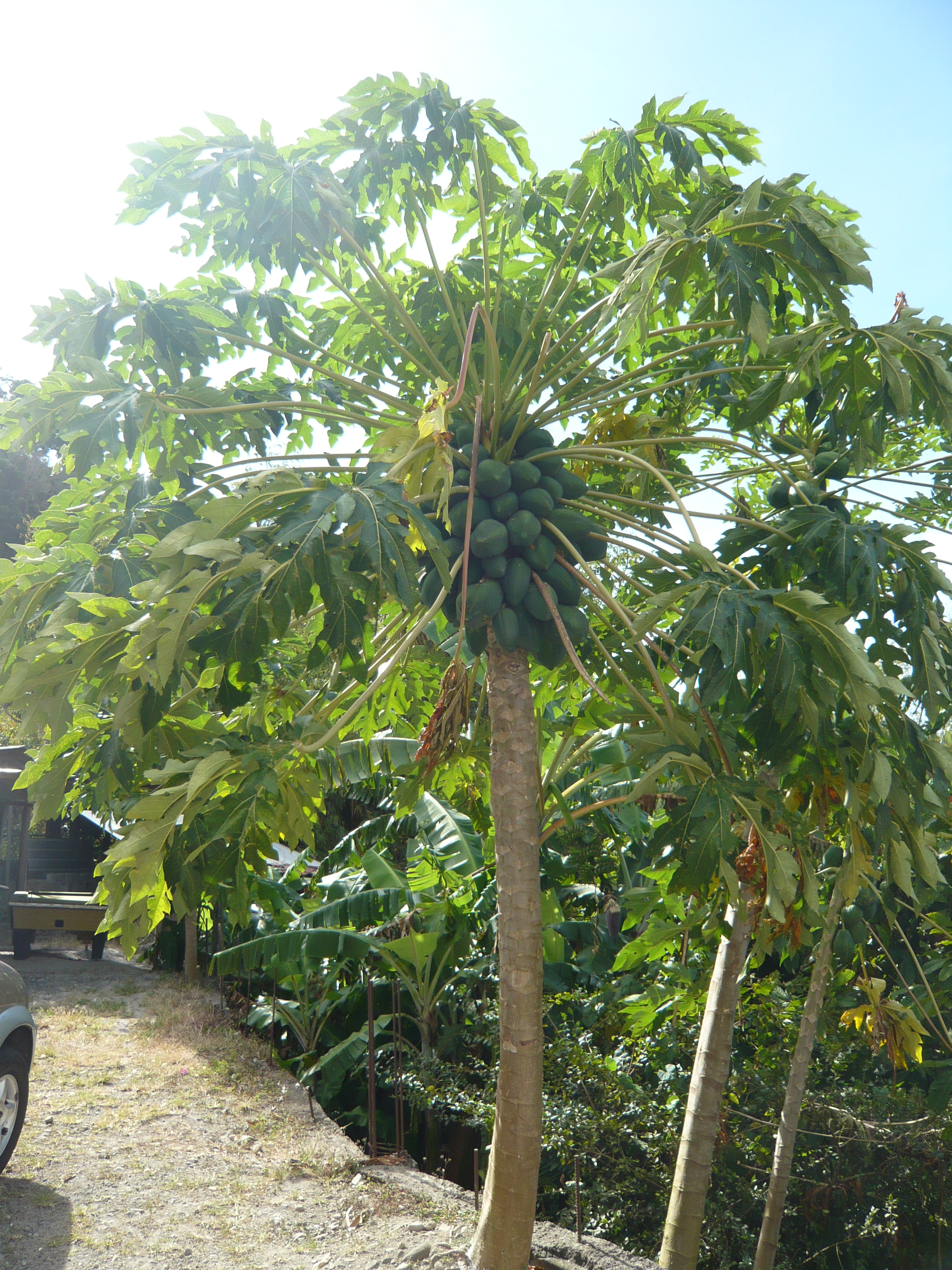
Папая
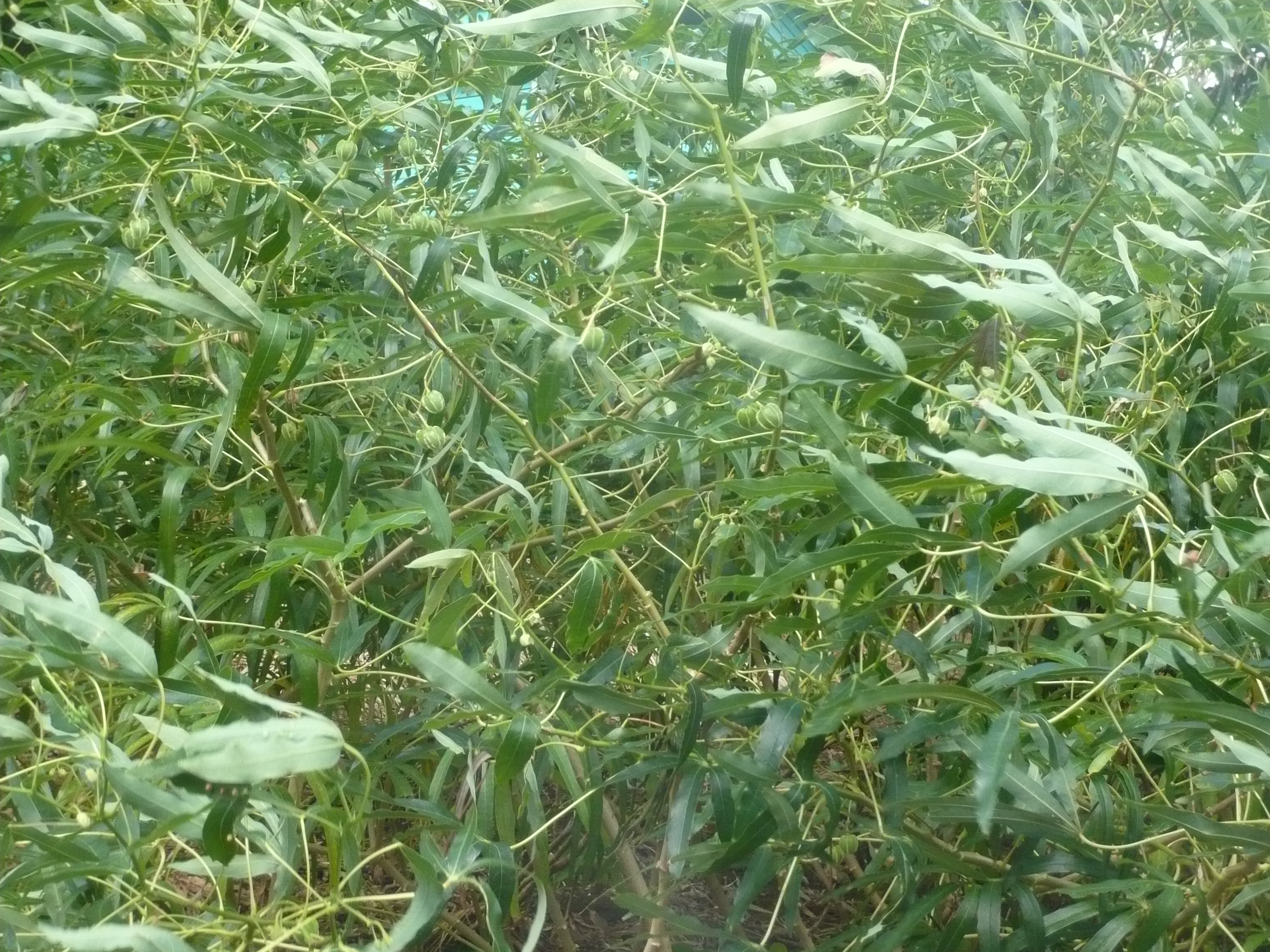
Цукрова тростина
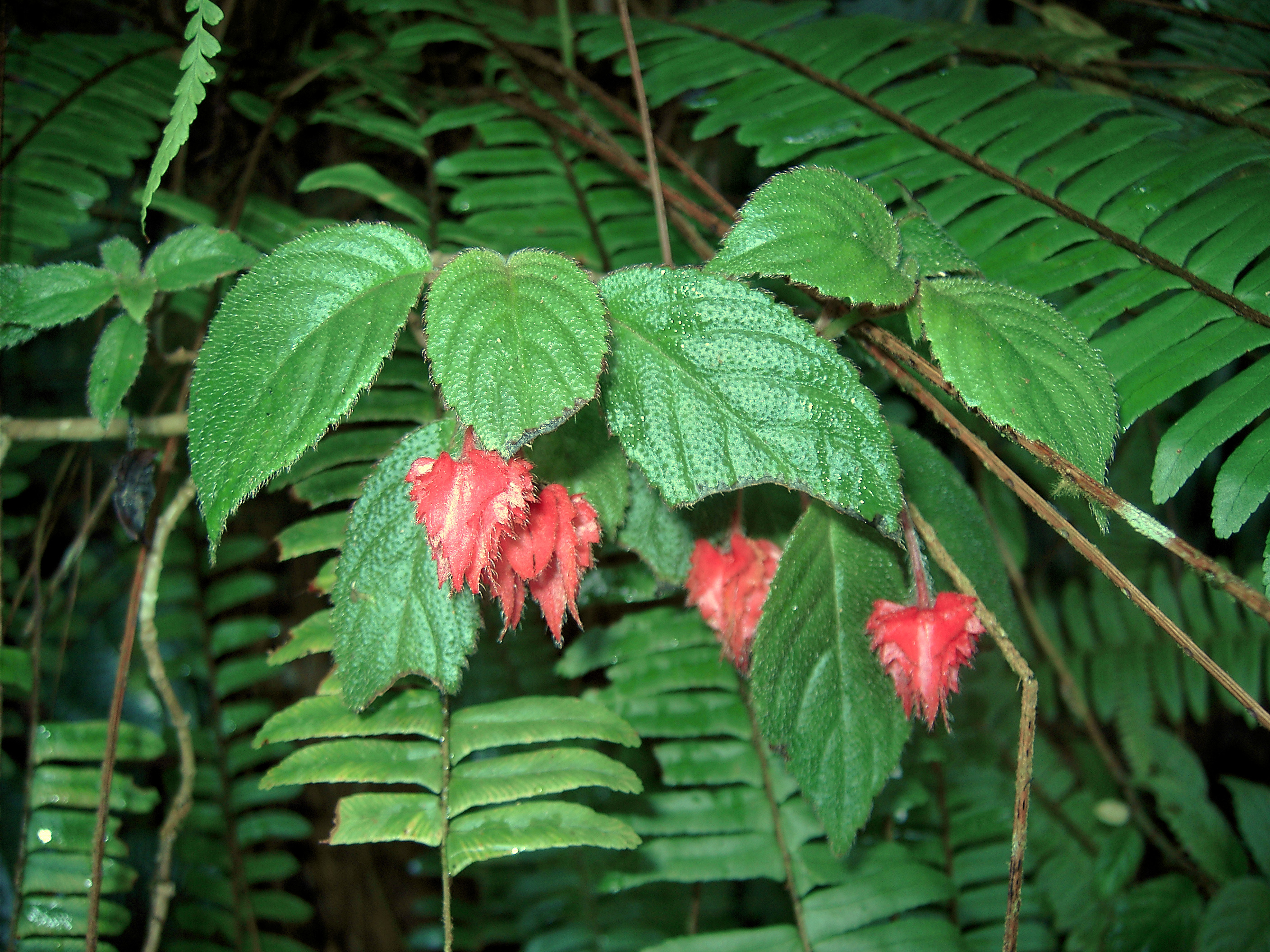
Квітки крантзії

Земельні ресурси Гренади (оцінка 2011 року):
- придатні для сільськогосподарського обробітку землі — 32,3 %,
  - орні землі — 8,8 %,
  - багаторічні насадження — 20,6 %,
  - землі, що постійно використовуються під пасовища — 2,9 %;
- землі, зайняті лісами і чагарниками — 50 %;
- інше — 17,7 %[1].

## Тваринний світ
Ззоогеографічно територія країни належить до Антильської підобласті Неотропічної області.

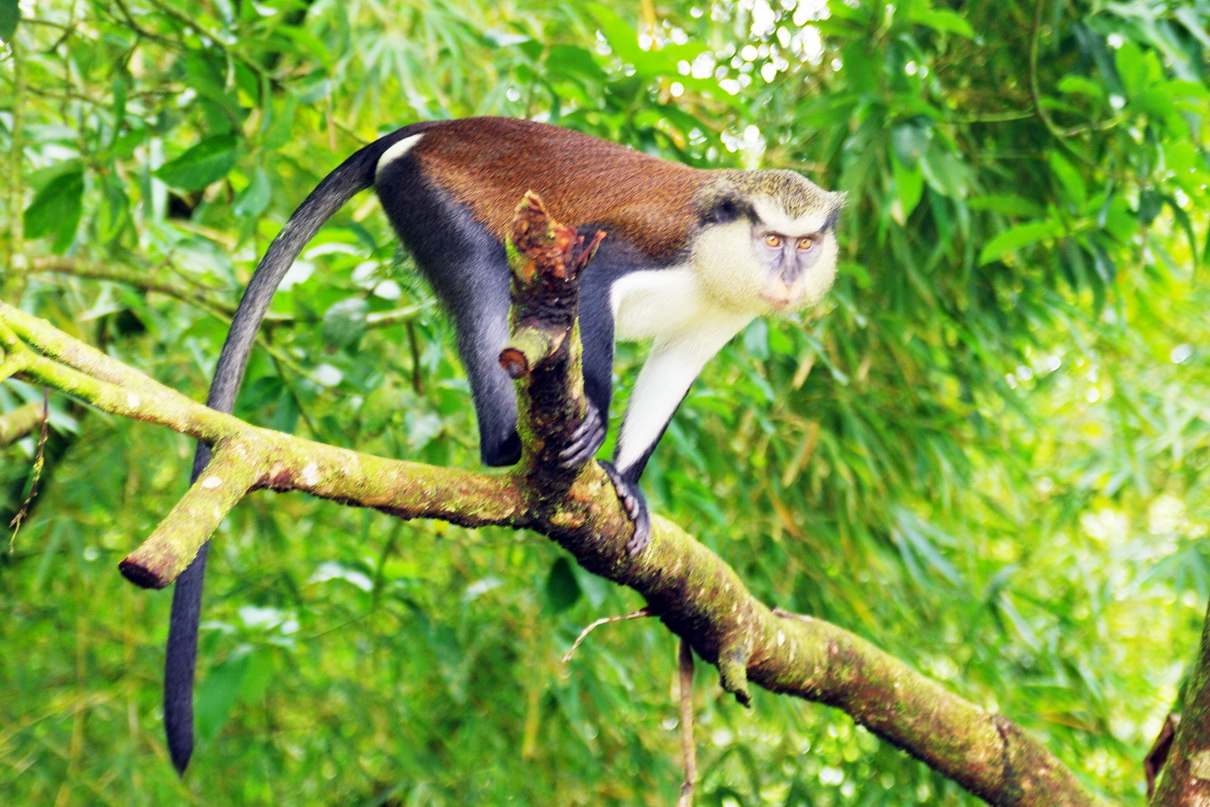
Мавпи мона
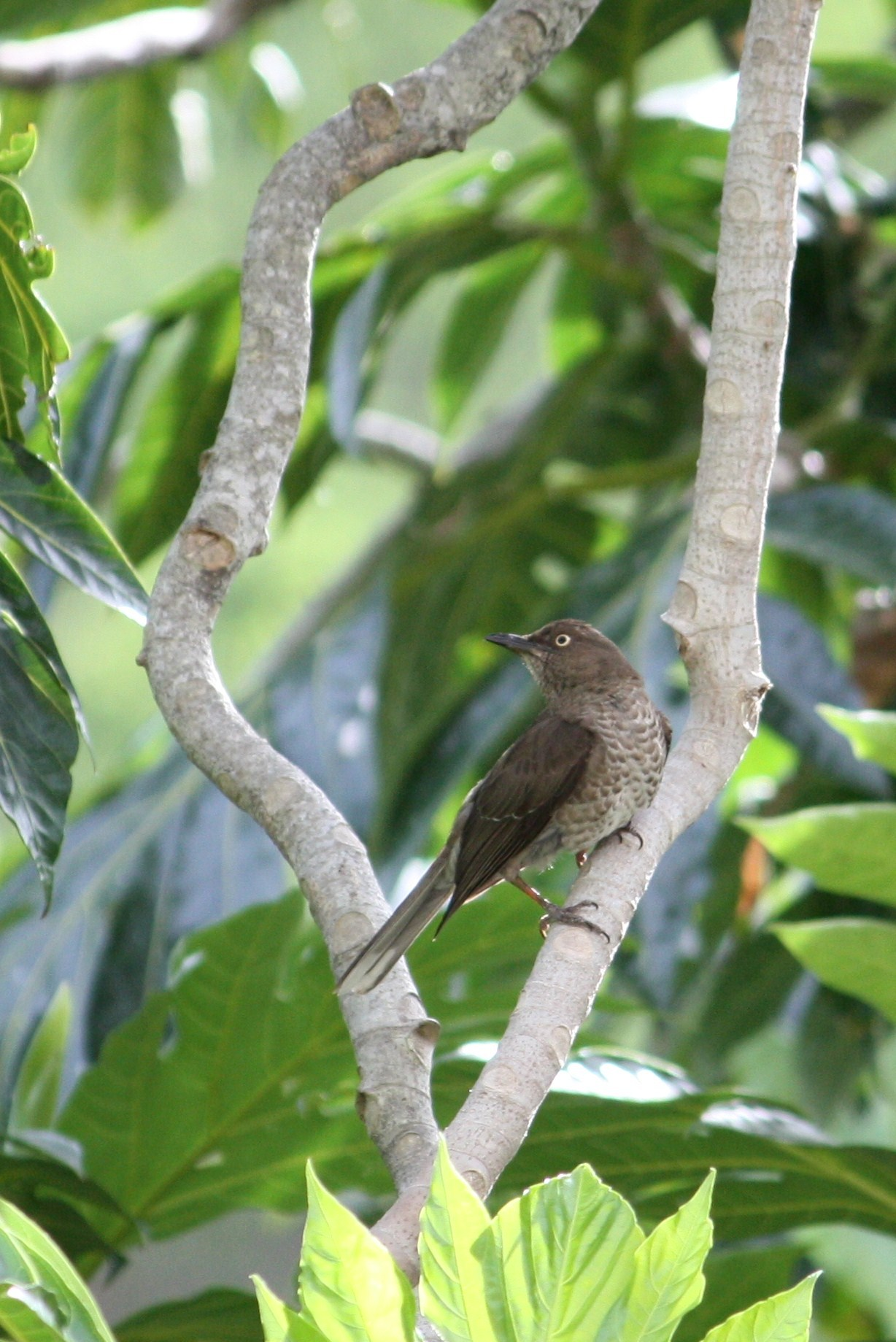
Пересмішник антильський
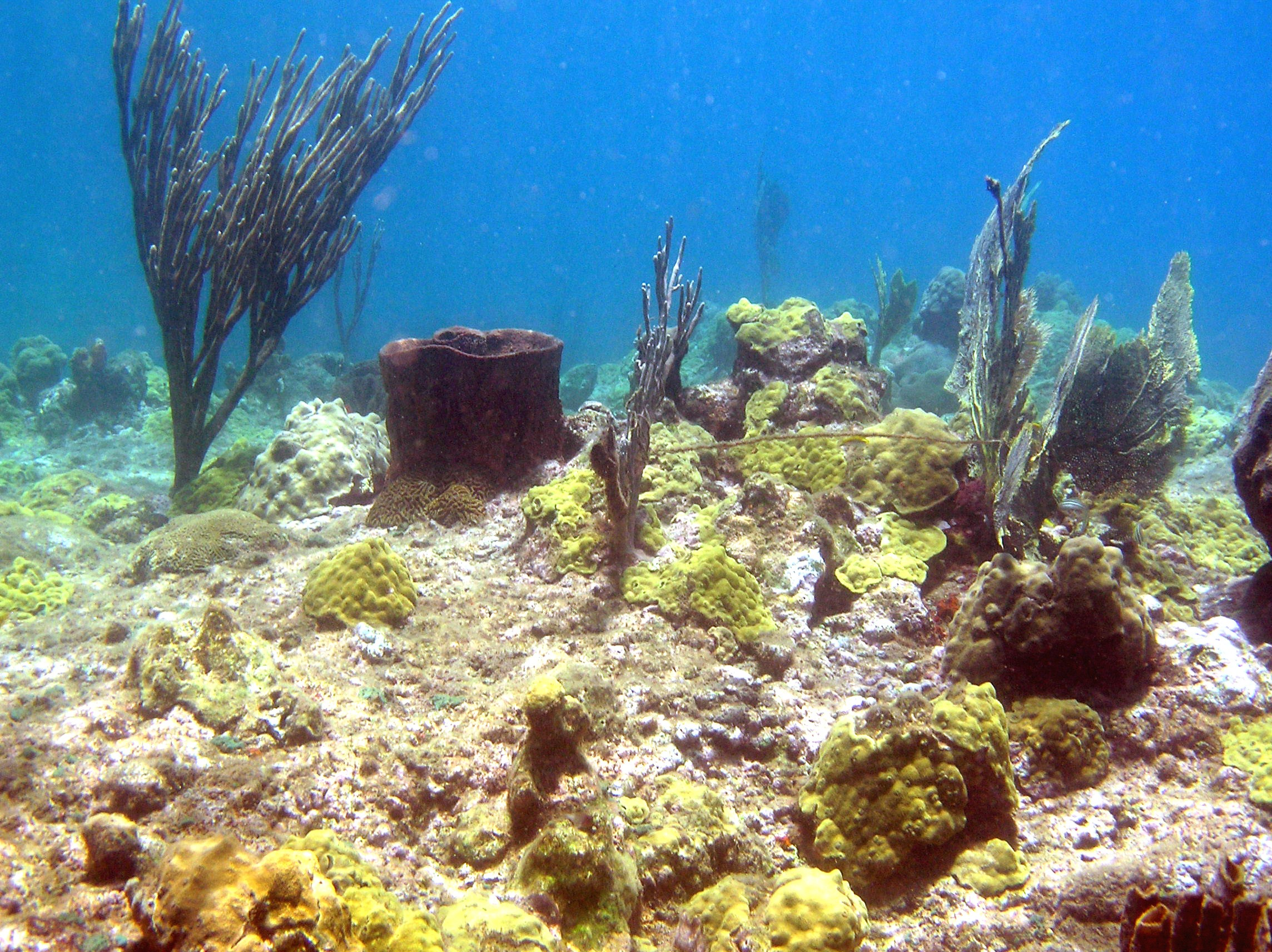
Кораловий риф

## Охорона природи
Гренада є учасником ряду міжнародних угод з охорони навколишнього середовища:
- Конвенції про біологічне різноманіття (CBD),
- Рамкової конвенції ООН про зміну клімату (UNFCCC),
- Кіотського протоколу до Рамкової конвенції,
- Конвенції ООН про боротьбу з опустелюванням (UNCCD),
- Конвенції про міжнародну торгівлю видами дикої фауни і флори, що перебувають під загрозою зникнення (CITES),
- Конвенції з міжнародного морського права,
- Монреальського протоколу з охорони озонового шару,
- Міжнародної конвенції з регулювання китобійного промислу[1].

## Стихійні лиха та екологічні проблеми
На території країни спостерігаються небезпечні природні явища і стихійні лиха: острів лежить на шляху проходження карибських ураганів, сезон ураганів триває з червня по листопад.

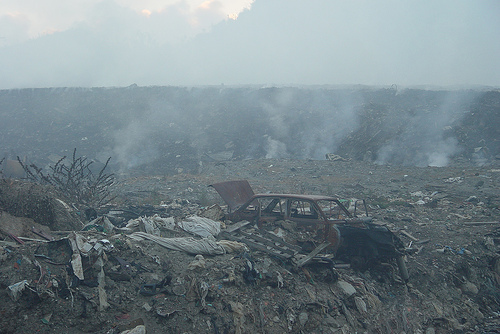
Сміттєзвалище, 2005 рік

Серед екологічних проблем варто відзначити:
- побутові відходи;
- забруднення навколишніх морських вод.

## Фізико-географічне районування
У фізико-географічному відношенні територію Гренади можна розділити на _ райони, що відрізняються один від одного рельєфом, кліматом, рослинним покривом: .

### Українською
- Атлас світу / голов. ред. І. С. Руденко ; зав. ред. В. В. Радченко ; відп. ред. О. В. Вакуленко. — К. : ДНВП «Картографія», 2005. — 336 с. — ISBN 9666315467.
- Атлас. 7 клас. Географія материків і океанів / Укладачі О. Я. Скуратович, Н. І. Чанцева. — К. : ДНВП «Картографія», 2014.
- Бєлозоров С. Т. Географія материків. — К. : Вища школа, 1971. — 371 с.
- Барановська О. В. Фізична географія материків і океанів : навч. посіб. для студентів ВНЗ : [у 2 ч.]. — Н. : Ніжинський державний університет ім. Миколи Гоголя, 2013. — 306 с. — ISBN 978-617-527-106-3.
- Гренада // Гірничий енциклопедичний словник : [у 3-х тт.] / за ред. В. С. Білецького. — Д. : Східний видавничий дім, 2004. — Т. 3. — 752 с. — ISBN 966-7804-78-X.
- Дубович І. А. Країнознавчий словник-довідник. — 5-те вид., перероб. і доп. — К. : Знання, 2008. — 839 с. — ISBN 978-966-346-330-8.
- Економічна і соціальна географія країн світу. Навчальний посібник / За ред. Кузика С. П. — Л. : Світ, 2002. — 672 с. — ISBN 966-603-178-7.
- Панасенко Б. Д. Фізична географія материків : навч. посіб. : в 2 ч. — В. : ЕкоБізнесЦентр, 1999. — 200 с.
- Юрківський В. М. Регіональна економічна і соціальна географія. Зарубіжні країни: Підручник. — 2-ге. — К. : Либідь, 2001. — 416 с. — ISBN 966-06-0092-5.

### Англійською
- (англ.) Graham Bateman. The Encyclopedia of World Geography. — Andromeda, 2002. — 288 с. — ISBN 1871869587.
- (англ.) Donovan, Steven K.; Jackson, Trevor A. (1994). Caribbean Geology: An Introduction. University of West Indies. с. 289. ISBN 9764100333.

### Російською
- (рос.) Гренада // Латинская Америка. Энциклопедический справочник [в 2-х тт.] / Главный редактор В. В. Вольский. — М. : Советская энциклопедия, 1979. — Т. 1. А-К. — 576 с.
- (рос.) Авакян А. Б., Салтанкин В. П., Шарапов В. А. Водохранилища. — М. : Мысль, 1987. — 326 с. — (Природа мира)
- (рос.) Алисов Б. П., Берлин И. А., Михель В. М. Курс климатологии [в 3-х тт.] / под. ред. Е. С. Рубинштейн. — Л. : Гидрометеоиздат, 1954. — Т. 3. Климаты земного шара. — 320 с.
- (рос.) Апродов В. А. Вулканы. — М. : Мысль, 1982. — 368 с. — (Природа мира)
- (рос.) Апродов В. А. Зоны землетрясений. — М. : Мысль, 2010. — 462 с. — (Природа мира) — ISBN 978-5-244-01122-7.
- (рос.) Букштынов А. Д., Грошев Б. И., Крылов Г. В. Леса. — М. : Мысль, 1981. — 316 с. — (Природа мира)
- (рос.) Власова Т. В. Физическая география материков. С прилегающими частями океанов. Евразия, Северная Америка. — 4-е, перераб. — М. : Просвещение, 1986. — 417 с.
- (рос.) Гвоздецкий Н. А. Карст. — М. : Мысль, 1981. — 214 с. — (Природа мира)
- (рос.) Гвоздецкий Н. А., Голубчиков Ю. Н. Горы. — М. : Мысль, 1987. — 400 с. — (Природа мира)
- (рос.) Географический энциклопедический словарь: географические названия / под. ред. А. Ф. Трёшникова. — 2-е изд., доп. — М. : Советская энциклопедия, 1989. — 585 с. — ISBN 5-85270-057-6.
- (рос.) Дорст Ж. Центральная и Южная Америка. — М. : Прогресс, 1977. — 318 с. — (Континенты, на которых мы живем)
- (рос.) Исаченко А. Г., Шляпников А. А. Ландшафты. — М. : Мысль, 1989. — 504 с. — (Природа мира) — ISBN 5-244-00177-9.
- (рос.) Каплин П. А., Леонтьев О. К., Лукьянова С. А., Никифоров Л. Г. Берега. — М. : Мысль, 1991. — 480 с. — (Природа мира) — ISBN 5-244-00449-2.
- (рос.) Словарь современных географических названий / под общей редакцией акад. В. М. Котлякова. — Екатеринбург : У-Фактория, 2006.
- (рос.) Литвин В. М., Лымарев В. И. Острова. — М. : Мысль, 2010. — 288 с. — (Природа мира) — ISBN 978-5-244-01129-6.
- (рос.) Лобова Е. В., Хабаров А. В. Почвы. — М. : Мысль, 1983. — 304 с. — (Природа мира)
- (рос.) Максаковский В. П. Географическая картина мира. Книга I: Общая характеристика мира. — М. : Дрофа, 2008. — 495 с. — ISBN 978-5-358-05275-8.
- (рос.) Максаковский В. П. Географическая картина мира. Книга II: Региональная характеристика мира. — М. : Дрофа, 2009. — 480 с. — ISBN 978-5-358-06280-1.
- (рос.) Гренада // Поспелов Е. М. Топонимический словарь. — М. : АСТ, 2005. — 229 с. — ISBN 5-17-016407-6.
- (рос.) География / под ред. проф. А. П. Горкина. — М. : Росмэн-Пресс, 2006. — 624 с. — (Современная иллюстрированная энциклопедия) — ISBN 5-353-02443-5.
- (рос.) Физико-географический атлас мира. — М. : Академия наук СССР и ГУГК СССР, 1964. — 298 с.
- (рос.) Энциклопедия стран мира / глав. ред. Н. А. Симония. — М. : НПО «Экономика» РАН, отделение общественных наук, 2004. — 1319 с. — ISBN 5-282-02318-0.